# Шанвалон
Шанвалон (фр. Champvallon) насеље је и општина у источном делу централне Француске у региону Бургоња, у департману Јон која припада префектури Осер.
По подацима из 2011. године у општини је живело 636 становника, а густина насељености је износила 93,12 становника/km². Општина се простире на површини од 6,83 km². Налази се на средњој надморској висини од 101 метар (максималној 217 m, а минималној 85 m).

## Демографија
| 1962. | 1968. | 1975. | 1982. | 1990. | 1999. | 2011. |
| ----- | ----- | ----- | ----- | ----- | ----- | ----- |
| 306   | 315   | 399   | 429   | 448   | 485   | 636   |

График промене броја становника у току последњих година